# Money in the Bank (2019)
 Money in the Bank (2019) foi um evento de luta livre profissional produzido pela WWE e transmitido em formato pay-per-view pelo WWE Network e contou com a participação de lutadores do Raw, SmackDown e 205 Live. Aconteceu em 19 de maio de 2019, no XL Center, em Hartford, Connecticut. Foi o décimo evento da cronologia Money in the Bank.
Doze lutas foram disputadas no evento, incluindo uma no pré-show.  No evento principal, o participante não anunciado Brock Lesnar venceu o combate de escadas masculino do Money in the Bank . Bayley venceu o combate de escadas feminino, que abriu o show, e depois usou o contrato para ganhar o Campeonato Feminino do SmackDown de Charlotte Flair, que tinha acabado de ganhar o título de Becky Lynch . Em sua outra defesa de título, Lynch manteve o Campeonato Feminino do Raw contra Lacey Evans . Em outras lutas importantes, Kofi Kingston derrotou Kevin Owens para manter o Campeonato da WWE, enquanto Seth Rollins derrotou AJ Styles para manter o Campeonato Universal.

## Produção

### Antes do Evento
O Money in the Bank consiste em uma luta com o mesmo nome, na qual vários lutadores usam escadas para recuperar uma maleta pendurada acima do ringue. As maletas para o evento de 2019 continham um contrato que garantia aos vencedores uma luta para o campeonato mundial de sua escolha a qualquer momento durante um ano. Como o evento de 2018, o evento de 2019 incluiu duas lutas de escada, uma para lutadores masculinos e outra para mulheres, cada uma com oito participantes, divididos igualmente entre as marcas Raw e SmackDown . Os lutadores masculinos competiram por um contrato para conceder-lhes uma luta pelo Campeonato Universal do Raw ou pelo Campeonato da WWE do SmackDown, enquanto as lutadoras femininas competiram por um contrato para lhes conceder uma luta pelo Campeonato Feminino do Raw ou pelo Campeonato Feminino do SmackDown.

### Histórias
O card do evento contava com doze lutas, incluindo uma no pré-show, que resultou de histórias com roteiro, onde os lutadores retratavam vilões, heróis ou personagens menos distinguíveis em eventos com roteiro que criavam tensão e culminavam em uma luta ou série de lutas. Os resultados foram pré-determinados pelos escritores da WWE nas marcas Raw, SmackDown e 205 Live, enquanto as histórias eram produzidas nos programas semanais de televisão da WWE, Monday Night Raw, SmackDown Live, e 205 Live.
Na WrestleMania 35, Becky Lynch derrotou Ronda Rousey e Charlotte Flair em uma luta o vencedor leva tudo para vencer os campeonatos femininos Raw e SmackDown. Ela foi colocada para defender os dois campeonatos no Money in the Bank. Para o Campeonato Feminino do Raw, Lacey Evans, atacou a dupla campeã no Raw e no SmackDown após a WrestleMania. Evans foi posteriormente convocado para Raw durante o Superstar Shake-up e derrotou Natalya para ganhar uma luta pelo Raw Women's Championship. Para o SmackDown Women's Championship, a ex-campeã Charlotte Flair se ofendeu por ter perdido o título, apesar de não ter sido derrotada na WrestleMania. Lynch disse que não daria uma revanche a Flair livremente e exigiu novos desafiantes. Entre os desafiantes nomeados estava Bayley . Flair então derrotou Bayley para ganhar uma luta pelo Campeonato Feminino do SmsckDown.
No episódio do Raw de 22 de abril, o COO da WWE Triple H agendou duas lutas triple threat com os vencedores a se enfrentarem para determinar o próximo desafiante de Seth Rollins para o Campeonato Universal. O novo recrutado do Raw, AJ Styles, derrotou Rey Mysterio e Samoa Joe na primeira luta, enquanto Baron Corbin derrotou Drew McIntyre e The Miz na outra luta. Styles então derrotou Corbin para ganhar uma luta pelo Campeonato Universal contra Rollins no Money in the Bank.
No episódio do SmackDown de 16 de abril, o presidente / CEO da WWE, Vince McMahon, apresentou Elias como "a maior aquisição da história do SmackDown". Ambos foram então interrompidos por  Roman Reigns, que atacou Elias e McMahon. Na semana seguinte, Shane McMahon desafiou Reigns a lutar por atacar seu pai. Reigns saiu e foi atacado por trás por Elias, que ajudou Shane a espancar Reigns. Elias então desafiou Reigns para uma luta no Money in the Bank e Reigns aceitou.
Durante o "A Moment of Bliss", no episódio do Raw de 29 de abril, Alexa Bliss revelou os quatro participantes do Raw na luta de escadas masculina do Money in the Bank: Braun Strowman, Ricochet, Drew McIntyre e Baron Corbin. No SmackDown, na noite seguinte, os quatro participantes do SmackDown foram revelados Ali, Finn Bálor, Andrade e Randy Orton. No Raw, na semana seguinte, Robert Roode (anteriormente Bobby Roode) teve a chance de substituir Ricochet na luta se ele conseguisse derrotar Ricochet, mas não teve sucesso. Sami Zayn, em seguida, derrotou Strowman em uma luta com contagem em qualquer lugar no episódio do Raw de 13 de maio após a interferência de Corbin e McIntyre, tomando o lugar de Strowman.
As quatro participantes do Raw na luta de escadas feminina do Money in the Bank também foram revelados por Alexa Bliss durante um segmento separado do "A Moment of Bliss" no episódio de 29 de abril do Raw : Natalya, Dana Brooke, Naomi e a própria Bliss. As quatro participantes do SmackDown foram revelados no episódio da noite seguinte do SmackDown : Bayley, Mandy Rose, Ember Moon e Carmella . No episódio de 13 de maio de Raw, Bliss, que havia perdido a bagagem, foi substituída por Nikki Cross em uma luta Fatal four-way entre as quatro participantes do Raw. Cross venceu a luta e mais tarde substituiu Bliss no luta de escadas, pois Bliss não recebeu autorização médica para competir.
Na WrestleMania 35, Shane McMahon derrotou The Miz em luta com contagem em qualquer lugar; durante a luta, Shane atacou o pai de Miz. Miz foi então transferido para o Raw durante o Superstar Shake-up e atacou Shane como vingança. No episódio de 29 de abril de Raw, durante a luta de Miz contra Bobby Lashley, Shane distraiu Miz, fazendo-o perder, levando a uma briga. Mais tarde, Miz desafiou Shane para uma luta Steel Cage no Money in the Bank e Shane aceitou.
No episódio de 16 de abril do SmackDown, os membros do New Day Kofi Kingston e Xavier Woods foram convidados no "The KO Show", onde o apresentador Kevin Owens parabenizou Kingston por vencer o Campeonato da WWE ao derrotar Daniel Bryan na WrestleMania 35. Com o companheiro de New Day Big E lesionado, Owens queria se juntar ao New Day como seu terceiro membro. Kingston e Woods aceitaram o "Big O" como um membro honorário e os três venceram uma luta de trios mais tarde. Na semana seguinte, depois que Rusev atacou Kingston durante sua luta com Shinsuke Nakamura, uma briga começou também envolvendo Woods e Owens. Owens então se virou contra Kingston e atacou ele e Woods, proclamando que ele queria o Campeonato da WWE. Kingston então desafiou Owens para uma luta no Money in the Bank com seu título em jogo e Owens aceitou.
Na WrestleMania 35, Samoa Joe derrotou Rey Mysterio em um minuto para manter o Campeonato dos Estados Unidos . Ambos foram convocados para Raw no Superstar Shake-up, e Mysterio derrotou Joe em uma revanche sem título no episódio de 29 de abril de Raw . Na semana seguinte, outra luta pelo título foi marcado para Money in the Bank.
No episódio de 23 de abril do 205 Live, Ariya Daivari derrotou Oney Lorcan . O gerente geral Drake Maverick então agendou Tony Nese para defender o WWE Cruiserweight Championship contra Daivari no Money in the Bank.
Depois de perder o SmackDown Tag Team Championship para os Hardy Boyz ( Jeff Hardy e Matt Hardy ), Os Usos ( Jey Uso e Jimmy Uso ) foram convocados para Raw no Superstar Shake-up. Duas semanas depois, os Hardys abdicaram do título depois que Jeff sofreu uma lesão no joelho. No episódio de 7 de maio de SmackDown, The Usos apareceu através da Regra do Wild Card para desafiar Daniel Bryan e Rowan pelo título mas perderam. Na semana seguinte, foi marcada uma luta sem título entre as duas equipes para o pré-show Money in the Bank Kickoff.

## Evento
| Função:                    | Nome:                                                         |
| -------------------------- | ------------------------------------------------------------- |
| Comentaristas em ingês     | Michael Cole (RAW/Luta de escadas Masculina)                  |
| Comentaristas em ingês     | Corey Graves (Raw/SmackDown/Luta de escadas Masculina)        |
| Comentaristas em ingês     | Renee Young (Raw/Luta de escadas Feminina)                    |
| Comentaristas em ingês     | Tom Phillips (SmackDown/Luta de escadas Feminina)             |
| Comentaristas em ingês     | Byron Saxton (SmackDown/Lutas de escada Masculina e Feminina) |
| Comentaristas em ingês     | Vic Joseph (205 Live)                                         |
| Comentaristas em ingês     | Nigel McGuinness (205 Live)                                   |
| Comentaristas em ingês     | Aiden English (205 Live)                                      |
| Comentaristas em espanhol  | Carlos Cabrera                                                |
| Comentaristas em espanhol  | Marcelo Rodríguez                                             |
| Comentaristas em alemão    | Carsten Schaefer                                              |
| Comentaristas em alemão    | Tim Haber                                                     |
| Comentaristas em alemão    | Calvin Knie                                                   |
| Anunciadores de ringue     | Greg Hamilton (SmackDown/205 Live/Women's MITB Match)         |
| Anunciadores de ringue     | Mike Rome (Raw/Men's MITB Match)                              |
| Árbitros                   | Danilo Anfibio                                                |
| Árbitros                   | Jason Ayers                                                   |
| Árbitros                   | Shawn Bennett                                                 |
| Árbitros                   | DA Brewer                                                     |
| Árbitros                   | Mike Chioda                                                   |
| Árbitros                   | John Cone                                                     |
| Árbitros                   | Darrick Moore                                                 |
| Árbitros                   | Drake Wuertz                                                  |
| Árbitros                   | Rod Zapata                                                    |
| Entrevistadores            | Charly Caruso                                                 |
| Entrevistadores            | Sarah Schreiber                                               |
| Apresentadores do Pré-show | Jonathan Coachman                                             |
| Apresentadores do Pré-show | Charly Caruso                                                 |
| Apresentadores do Pré-show | David Otunga                                                  |
| Apresentadores do Pré-show | Sam Roberts                                                   |
| Apresentadores do Pré-show | Beth Phoenix                                                  |

### Pré-show
Durante o pré-show do Money in the Bank Kickoff, The Usos (Jey Uso e Jimmy Uso) enfrentaram os campeões de Duplas do SmackDown Daniel Bryan e Rowan em uma luta não valída pelo título. No final, os Usos fizeram um duplo "Uso Splash" em Bryan para vencer a luta.

### Lutas preliminares
O pay-per-view foi aberto com a luta de escadas feminina, com Dana Brooke, Naomi, Natalya e Nikki Cross do Raw, e Bayley, Carmella, Ember Moon e Mandy Rose do SmackDown. O clímax ocorreu quando Carmella, cujo joelho fora inadvertidamente ferido por Rose, retornou e subiu a escada, mas a parceira da equipe de Rose, Sonya Deville, puxou Carmella da escada e aplicou um spear nela. Deville então levantou Rose sobre seus ombros e subiu a escada. No entanto, quando Rose estava prestes a recuperar a maleta, Bayley subiu a escada do outro lado, empurrou Rose e Deville e pegou a maleta para vencer a luta.
Em seguida, Samoa Joe defendeu o Campeonato dos Estados Unidos contra Rey Mysterio. No final, Mysterio reverteu o Powerbomb de Joe em um roll-up e conseguiu a vitória decisiva para conquistar o título, apesar de o ombro direito de Joe estar levantado, o que o árbitro não viu. Com a vitória, Mysterio se tornou o vigésimo primeiro campeão de Grand Slam da WWE . Após a partida, quando Mysterio estava comemorando com seu filho Dominic, Joe atacou violentamente Mysterio com dois "ura-nages" . Dominic então ajudou seu pai nos bastidores.
Depois disso, The Miz lutou contra Shane McMahon em uma luta Steel Cage. Durante a luta, Shane tentou várias maneiras de escapar da jaula. No final, quando Shane tentou escapar da gaiola, Miz o pegou. Miz tentou puxar Shane de volta para a gaiola pela camisa, no entanto, Shane saiu dela e caiu do lado de fora vencendo a luta.
Em seguida, Tony Nese defendeu o WWE Cruiserweight Championship contra Ariya Daivari. No final, Nese realizou um Running Nese em Daivari para reter.
No início da noite, Sami Zayn havia pedido a Triple H que mativesse Braun Strowman longe dele. Triple H garantiu a Zayn que ele não tinha nada com que se preocupar, pois ele teria expulsado Strowman do prédio. Após a luta pelo campeonato dos Estados Unidos, Strowman foi mostrado nos bastidores, procurando furiosamente por Zayn. Após a luta Steel Cage, Zayn foi brutalmente atacado, tornando-o incapaz de competir na luta de escadas maculina. Triple H então procurou por Strowman, que negou ter atacado Zayn. Triple H afirmou que Strowman não estaria substituindo Zayn na luta de escadas e solicitou que Strowman deixasse a arena, que concordou com relutância.
Em seguida, Becky Lynch defendeu o Raw Women's Championship contra Lacey Evans em sua primeira das duas defesas de título. No final, Evans fez um roll-up em Lynch, que converteu em um Dis-Arm-Her, forçando Evans a desistir para manter o título.
Quando Lynch estava prestes a voltar aos bastidores para se recuperar para a defesa do Campeonato Feminino do SmackDown, Charlotte Flair fez sua entrada, pronta para a luta. Em vez de voltar aos bastidores, Lynch concordou em ter a luta imediatamente. No final, quando Flair tentou o Natural Selection, Lynch. Evans então voltou e atacou Lynch com o "Women's Right" enquanto o árbitro estava distraído. Flair então realizou um Big Boot em Lynch para ganhar o título pela quarta vez. Furiosa Lynch atacou Evans do lado de fora do ringue. Flair ajudou Evans e atacou Lynch. Após uma ataque duplo de Evans e Flair, Bayley, vencedora do Money in the Bank, veio para salvar Lynch. Flair, no entanto, atacou Bayley e Lynch. Quando Flair tentou um spear em Bayley, Bayley desviou  e Flair colidiu com o poste do ringue. Bayley aproveitou a oportunidade e descontou seu contrato Money in the Bank em Flair. Bayley aplicou um "Diving Elbow Drop" terceira corda em Flair para vencer o Campeonato Feminino do SmackDown pela primeira vez, que foi o mais rápida descontar o contrato do Money in the Bank apenas 40 minutos depois de vencer o contrato. A vitória também fez de Bayley a primeira mulher a vencer os campeonatos do Raw, SmackDown, NXT e o campeonato de Duplas, além do primeiro Grand Slam feminino e vencedora da Tríplice Coroa da WWE.
Depois disso, Roman Reigns foi atacado nos bastidores por Elias com um violão. Elias então saiu e cantou uma música insultando os fãs em Hartford. Quando Elias estava saindo, Reigns apareceu e atacou Elias com um " Superman punch ". Reigns então levou Elias para o ringue quando o gongo tocou e executou um spear para vencer a luta em dez segundos.
Na luta seguinte, Seth Rollins defendeu o Campeonato Universal contra AJ Styles. O fim veio quando Rollins evitou uma tentativa de "Phenomenal Forearm" de Styles e executou o Ripcord Knee, seguido de um superkick e The Stomp para manter o título. Após a luta, Styles e Rollins mostraram respeito mútuo apertando as mãos.
Depois disso, Lucha House Party ( Kalisto, Gran Metalik e Lince Dorado ) foram para uma luta não anunciada, no entanto, eles foram atacados por Lars Sullivan e a luta nunca ocorreu.
Na penúltima luta, Kofi Kingston defendeu o Campeonato da WWE contra Kevin Owens. A pedido de Kingston, o companheiro do New Day Xavier Woods não acompanhou Kingston ao ringue. A finalização ocorreu quando Owens tentou um Swanton da terceira corda. Kingston reverteu levantando os joelhos e depois realizou o Trouble in Paradise em Owens para manter o título.

### Evento principal
O evento principal foi a luta de escadas masculina do Money in the Bank, que começou com sete dos oito participantes programados: Baron Corbin, Drew McIntyre, Finn Balor e Ricochet do Raw, e Ali, Andrade e Randy Orton do SmackDown - um substituto não foi imediatamente anunciado para Sami Zayn. Ali estava prestes a pegar a maleta, quando Brock Lesnar (junto com Paul Heyman ) fez um retorno surpresa - fazendo dele o quarto participante não anunciado de Raw no lugar de Zayn. Lesnar correu para o ringue, derrubou Ali da escada e subiu a escada para pegar a pasta e vencer a luta.

## Recepção
Dave Meltzer, do Wrestling Observer Newsletter, disse: "A luta pelo Campeonato Universal foi uma luta rara em um PPV da WWE e que se encaixaria em um show do NXT ".

## Depois do Evento
No Raw da noite seguinte, o vencedor da luta de escadas do Money in the Bank, Brock Lesnar, juntamente com Paul Heyman, advertiu o Campeão Universal Seth Rollins e o Campeão da WWE Kofi Kingston, que apareceu através da regra wild card, dizendo que usaria o contrato mais tarde. . No SmackDown, o campeão da WWE Kofi Kingston e Xavier Woods tiveram uma festa de boas-vindas de volta ao Big E, retornando de sua lesão. Kevin Owens interrompeu, mas The New Day repreendeu-o por perder. Na semana seguinte, Kingston e Owens tiveram uma revanche sem título que Kingston também venceu. AJ Styles foi entrevistado no Raw sobre sua derrota para o campeão universal Seth Rollins, mas foi interrompido por Baron Corbin.  Na semana seguinte, Styles estava programado para competir em uma luta fatal four-way por outra oportunidade de desafiar Rollins no Super ShowDown, mas ainda estava impossibilitado por uma lesão sofridas no Money in the Bank e foi substituído por Corbin.
A campeã Feminina do Raw Becky Lynch apareceu como convidada  no "A Moment of Bliss", apresentado por Alexa Bliss e co-apresentado por Nikki Cross. Elas foram interrompidos pelas campeãs de Duplas Femininas da WWE The IIconics ( Billie Kay e Peyton Royce ), bem como por Lacey Evans, que se gabou de fazer Lynch perder o Campeonato Feminino do SmackDown. Isso levou a uma luta de trios em que Lynch, Cross e Bliss derrotaram Evans e The IIconics. Uma revanche entre Lynch e Evans estava agendada para o Stomping Grounds . No SmackDown, Charlotte Flair competiu em uma luta triple threat, na tentativa de ganhar uma revanche contra Bayley pelo Campeonato Feminino do SmackDown no Stomping Grounds, mas foi vencida por Alexa Bliss, do Raw, aparecendo pela regra wild card.
Roman Reigns teve uma revanche com Elias no SmackDown que Reigns também venceu, mas foi atacado por Drew McIntyre, que apareceu pela regra wild card. Reigns também estava programado para enfrentar Shane McMahon no Super ShowDown. Miz enfrentou Shane nos bastidores do Raw, mas foi atacado por McIntyre, que derrotou Miz em uma luta.
Samoa Joe disse que não estava zangado com Rey Mysterio pelo erro do árbitro, mas disse que Mysterio deveria devolvê-lo o campeonato para dar um bom exemplo para seu filho Dominic. Foi então revelado que Mysterio sofreu uma lesão no ombro, graças ao ataque apor a luta de Joe no Money in the Bank, e ele renunciou ao título que voltou a  Joe no episódio de Raw de 3 de junho .
No Raw, Sami Zayn estava programado para enfrentar Braun Strowman. Zayn tentou obter ajuda de Bobby Lashley, que estava programado para enfrentar Strowman no Super ShowDown. Lashley, no entanto, se recusou a ajudar Zayn, que perdeu para Strowman. Também no Raw, como Lars Sullivan estava prestes a ser entrevistado em relação ao seu ataque à Lucha House Party (Kalisto, Lince Dorado e Gran Metalik), ele foi interrompido pela equipe. O trio atacou Sullivan, no entanto, Sullivan os afastou.  Uma partida de handicap 3 x 1 contra Sullivan contra Lucha House Party estava marcada para o Super ShowDown.
Após a briga durante a luta feminia de escadas do Money in the Bank, Carmella enfrentou Mandy Rose no episódio de 28 de maio do SmackDown . Rose venceu a luta graças a uma distração de Sonya Deville. Elas continuaram sua briga pelos episódios seguintes.

## Resultados
| Nº                                          | Resultados | Estipulações                                                                                         | Tempo |
| ------------------------------------------- | --- | --- | ----- |
| Pré- show                                   | The Usos (Jey Uso e Jimmy Uso) derrotaram Daniel Bryan e Rowan                                                         | Luta de duplas                                                                                       | 11:05 |
| 1                                           | Bayley derrotou Carmella, Dana Brooke, Ember Moon, Mandy Rose (com Sonya Deville), Naomi, Natalya, e Nikki Cross       | Luta de escadas feminina do Money in the Bank                                                        | 13:50 |
| 2                                           | Rey Mysterio derrotou Samoa Joe (c)                                                                                    | Luta idividual pelo Campeonato dos Estados Unidos                                                    | 1:40  |
| 3                                           | Shane McMahon derrotou The Miz escapando da jaula                                                                      | Luta Steel Cage                                                                                      | 13:00 |
| 4                                           | Tony Nese (c) derrotou Ariya Daivari                                                                                   | Luta individual pelo Campeonato dos Pesos-Médios da WWE                                              | 9:25  |
| 5                                           | Becky Lynch (c) derrotou Lacey Evans por submissão                                                                     | Luta individual pelo Campeonato Feminino do Raw                                                      | 8:40  |
| 6                                           | Charlotte Flair derrotou Becky Lynch (c)                                                                               | Luta individual pelo Campeonato Feminino do SmackDown                                                | 6:15  |
| 7                                           | Bayley derrotou Charlotte Flair (c)                                                                                    | Luta individual pelo Campeonato Feminino do SmackDown, (Bayley usou o contrato do Money in the Bank) | 0:20  |
| 8                                           | Roman Reigns derrotou Elias                                                                                            | Luta individual                                                                                      | 0:08  |
| 9                                           | Seth Rollins (c) derrotou AJ Styles                                                                                    | Luta individual pelo Campeonato Universal da WWE                                                     | 19:45 |
| 10                                          | Kofi Kingston (c) derrotou Kevin Owens                                                                                 | Luta idividual pelo Campeonato da WWE                                                                | 14:10 |
| 11                                          | Brock Lesnar (com Paul Heyman) derrotou Ali, Andrade, Baron Corbin, Drew McIntyre, Finn Bálor, Randy Orton, e Ricochet | Luta de escadas masculina do Money in the Bank                                                       | 19:00 |
| (c) – Refere-se aos campeões antes da luta. | | |       |